# Падун Микола Миколайович
Падун Микола Миколайович (*18 вересня 1939, м. Носівка) — український гідролог, кандидат географічних наук, доцент географічного факультету Київського національного університету імені Тараса Шевченка.

## Біографія
Народився 18 вересня 1939 року в місті Носівка Чернігівської області. Закінчив у 1961 році Київський університет зі спеціальності «географ-гідролог». У 1961–1963 роках працював інженером в Українському державному інституті по проектуванню підприємств целюлозно-паперової промисловості «Укрдіпропапір». У 1963–1969 роках працював інженером, старшим інженером Українського державного проектно-пошукового і науково-дослідного інституту «Укрдіпроводгосп». У 1964–1968 роках працював керівником групи гідрологів в Алжирі, де проводив унікальні пошукові і практичні роботи з розробки будівництва водосховищ для зрошення. Кандидатська дисертація «Річний стік і водний баланс Північного Алжиру» захищена у 1974 році в Інституті географії АН СРСР.
У 1968–1979 роках — аспірант, молодший науковий співробітник, старший науковий співробітник Українського науково-дослідного гідрометеорологічного інституту (УкрНДГМІ). У 1979–1985 рока— начальник відділу державного водного кадастру, директор Української гідрометеорологічної обсерваторії. У 1986–1987 — старший науковий співробітник Відділення географії Інституту геофізики АН УРСР. У Київському університеті працює з 1987 року, з 1991 — доцентом, заступником декана. У 1989–1994 роках декан географічного факультету, завідувач загальноуніверситетської кафедри екології.
З 1996 року — проректор, завідувач кафедри рекреаційних ресурсів і екології, виконувач обов'язків професора Київського університету туризму, економіки і права.

## Наукові праці
Сфера наукових досліджень: річний стік гірських річок та вплив на нього господарської діяльності. Розробляв концепцію екологічної освіти в Україні. Автор 109 наукових праць, навчально-методичних розробок. Основні праці:
1. Основи загальної екології. — К., 1993, 1995 (у співавторстві).
2. Географія: Посібник для вступників до ВЗО. — К., 1995, 1996 (у співавторстві).